# Матарам (султанат)
Матара́м  — султанат, существовавший в 1575—1755 годах на острове Ява (Индонезия).

## История
Султанат Матарам включал в себя в основном внутренние районы центральной части Явы. В 1582 году правитель Матарама объявил о своей независимости от своего бывшего сюзерена — султана Паджанга. К 1601 году Матарам объединил под своей властью все внутренние районы центральной и восточной Явы. Под его власть также подпали ослабленные войнами с португальцами прибрежные султанаты.
После войны 1619 года с голландцами в районе Джакарты Матарам взялся за создание островной империи. Им были посланы военные экспедиции на Калимантан, Мадуру и другие острова. Правитель Матарама принял титул «сусухунан» (яв. susuhunan — тот, кого почитают). В 1628—1629 годах султанат вёл активные боевые действия против голландских владений на северо-западе Явы, однако потерпел поражение.
С середины XVII века султанат Матарам постепенно слабеет. Нидерландская Ост-Индская компания получает право вести торговлю в Матараме, одновременно голландские купцы начинают торговать на всей территории Индонезии. В 1676 году голландцы вмешиваются во внутреннюю борьбу в Матараме, посаженный на трон при их помощи сусухунан Амангкурат II становится фактическим вассалом Компании. В 1704 году голландцы снова вмешиваются во внутренние дела Матарама, в результате чего султанат практически утратил свою независимость. Большая часть его территории отошла к Компании. В 1755 году, после заключения Гиянтского соглашения, оставшаяся часть Матарама была разделена на султанаты Суракарта и Джокьякарта, которые признали себя вассалами Компании.